# Pierre de Mauley
Pierre de Mauley ou Pierre de Maulay, ou encore Petro de Malo Lacu (dénommé Peter de Maulay ou Peter de Mauley en Angleterre), mort en 1241 en Palestine, est un seigneur du Poitou, chevalier, conseiller du roi Jean sans Terre et shérif du roi d'Angleterre.

## Biographie

### Au service du roi d'Angleterre
Pierre de Mauley, seigneur de Maulay dans le Poitou, entre au service de Jean sans Terre au début du XIIIe siècle. Il serait complice de l'assassinat d'Arthur Ier de Bretagne survenu en 1203, mais aucun écrivain contemporain ne mentionne son nom dans ce contexte historique dans lequel Jean sans Terre est accusé comme étant le principal instigateur de ce meurtre. Pierre de Mauley néanmoins reçoit une concession de terre dès décembre 1202 pour services rendus, notamment le manoir d'Upavon dans le Wiltshire.
Pierre de Mauley est chargé en tant qu'émissaire à Rome en 1213. En 1214, il commande une escadre à la tête des forces royales à La Rochelle.
En 1214, il combat aux côtés de Jean sans Terre sur ses terres du Poitou. L'année suivante, en 1215, quand certains barons anglais se soulèvent contre le roi d'Angleterre, ce dernier lui confia la charge du château de Corfe, où il a la garde à la fois du trésor et de divers prisonniers importants. Le 26 juin 1216, il fut nommé shérif des comtés de Somerset et du Dorset. Pierre de Mauley conserva cette charge à la fois du château et des comtés au cours des premières années du règne d'Henri III d'Angleterre.
En 1230, Pierre de Maulay rejoint l'expédition royale anglaise vers la Bretagne. Il fréquente la Cour royale en 1232 en tant que disciple de Pierre des Roches (famille de Guillaume des Roches sénéchal de l'Anjou et du Poitou).
En 1233, Pierre de Mauley et d'autres barons anglais se soulèvent contre Henri III. Ce dernier dépossède Pierre de Mauley de son manoir d'Upavon qu'il donne à un de ses fidèles, Gilbert Basset. Pierre de Mauley revendique son domaine et le conflit s'élargit à leurs alliés respectifs, Richard le Maréchal pour Gilbert Basset et Pierre des Roches pour Pierre de Mauley.
Il s'embarque pour la croisade de 1239 lancée par le pape Grégoire IX et combat en Palestine, aux côtés du roi d'Angleterre Richard de Cornouailles fils de Jean sans Terre et d'Isabelle d'Angoulême. Il meurt en Terre sainte au cours de l'année 1241.

### Seigneurie de Mulgrave
En 1197, en remerciement de ses services, le sénéchal de l'Anjou Robert de Tourneham, shérif du Surrey, obtient la main de Jeanne Fossard, fille et héritière du baron Guillaume de Fossard (mort en 1194?), seigneur de Mulgrave. Ils auront une fille, Isabelle. Robert de Tourneham meurt le 26 avril 1211, dans son château de Thurnham en présence de l'évêque de Winchester, Pierre des Roches. En 1214, Pierre de Mauley offre 7 000 marcs pour la main d'Isabelle, seul enfant survivant et donc héritière de Robert de Tourneham. Le château de Mulgrave était le fief de la lignée des Fossard jusqu'en 1197. À partir de ce moment, le château passa aux mains des Mauley, barons de Mulgrave. Pierre de Mauley renforça la structure du château
Pierre de Mauley perd son épouse peu après 1235 et la fait enterrer à l'abbaye de Meaux pour laquelle il est un bienfaiteur.